# 기미즈카 에이지

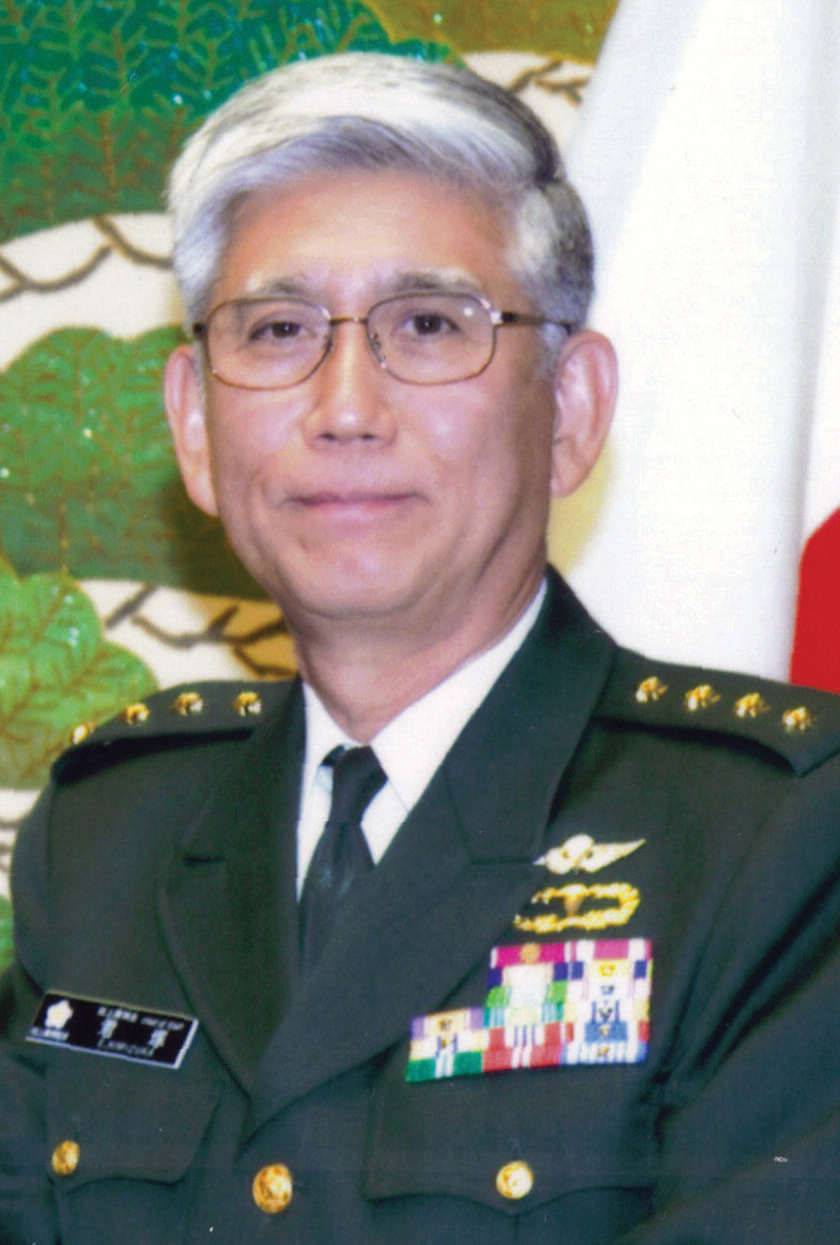
기미즈카 에이지

기미즈카 에이지(일본어: 君塚栄治, 1952년(쇼와 27년) 7월 16일 ~ 2015년(헤이세이 27년) 12월 28일)는 일본 육상자위대의 장군이다. 제33대 육상막료장(육군참모총장)을 지냈다.